# Pseuderanthemum reticulatum
Pseuderanthemum reticulatum är en akantusväxtart som beskrevs av Ludwig Radlkofer. Pseuderanthemum reticulatum ingår i släktet Pseuderanthemum och familjen akantusväxter. Inga underarter finns listade i Catalogue of Life.

## Bildgalleri

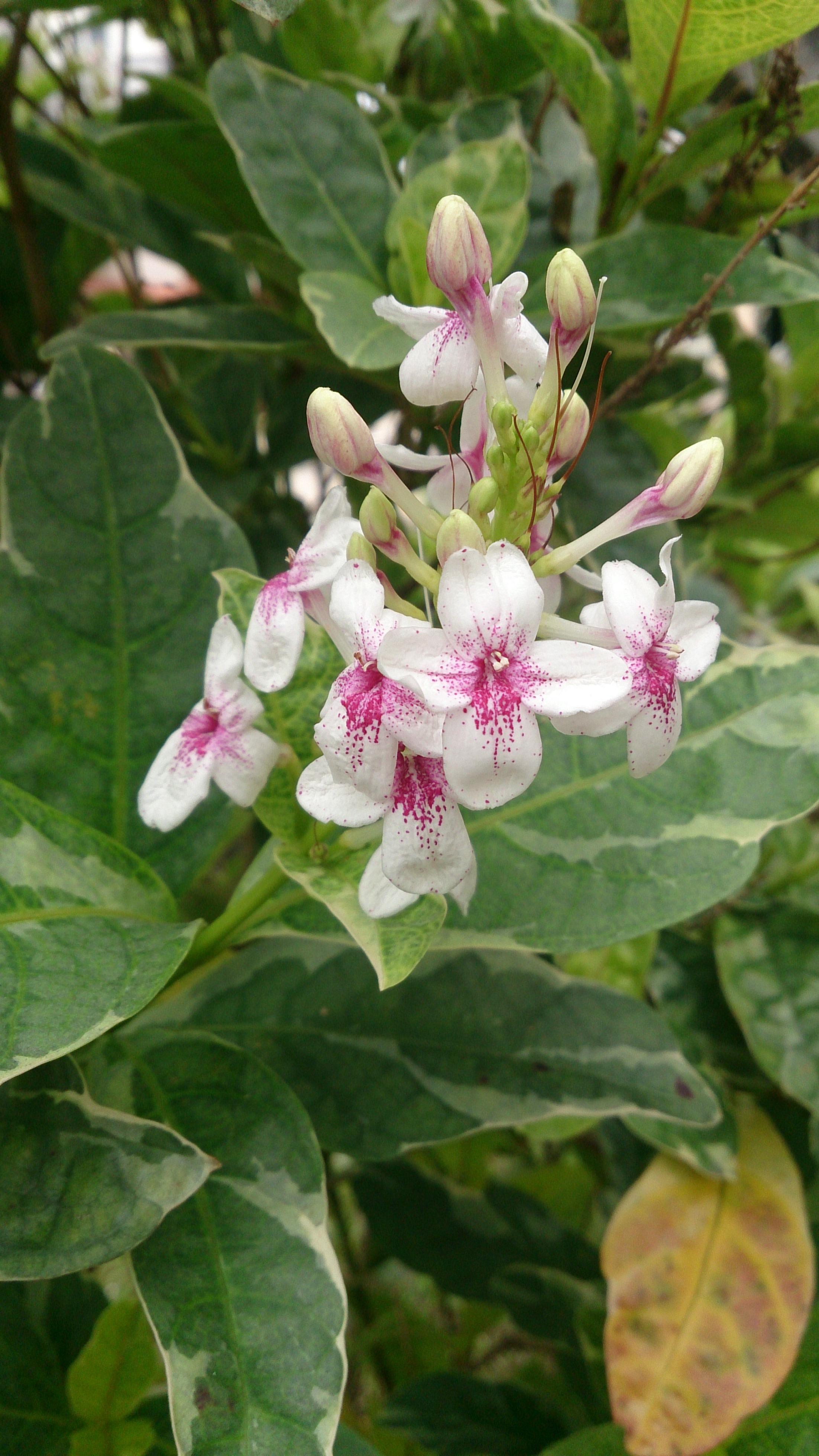
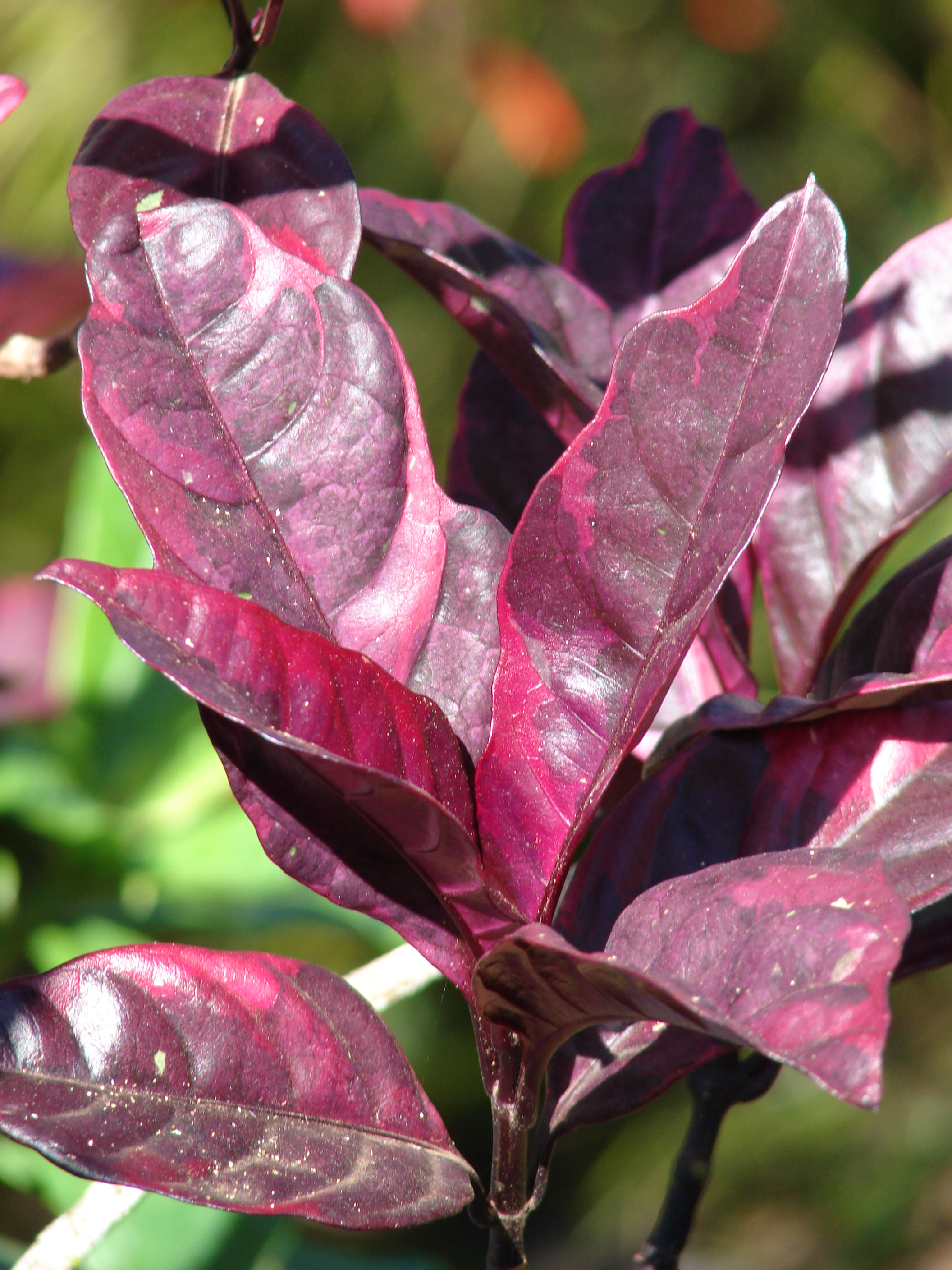